# Stenogonum
Stenogonum es un género de plantas pertenecientes a la familia Polygonaceae.  Comprende 4 especies descritas y de estas, solo 2 aceptadas.

## Taxonomía
El género fue descrito por  Thomas Nuttall  y publicado en Proceedings of the Academy of Natural Sciences of Philadelphia 4(1): 19. 1848.  La especie tipo es: Stenogonum salsuginosum Nutt.	

## Especies aceptadas
A continuación se brinda un listado de las especies del género Stenogonum aceptadas hasta mayo de 2014, ordenadas alfabéticamente. Para cada una se indica el nombre binomial seguido del autor, abreviado según las convenciones y usos. 
- Stenogonum flexum (M.E. Jones) Reveal & J.T. Howell
- Stenogonum salsuginosum Nutt.